# Sassen-Bünsow Land nationalpark

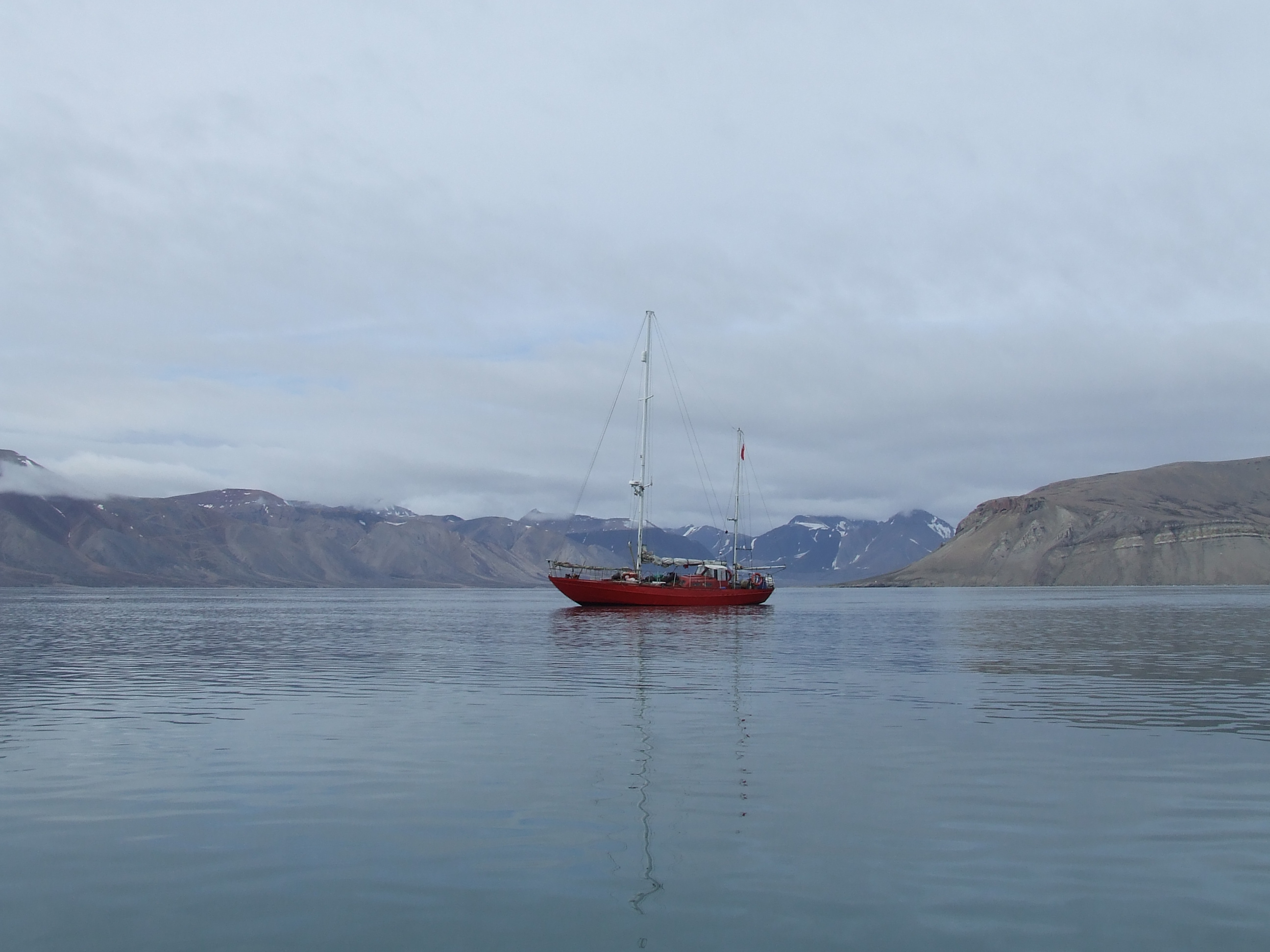
Segelbåt till ankar vid Brucebyen i Billefjorden.

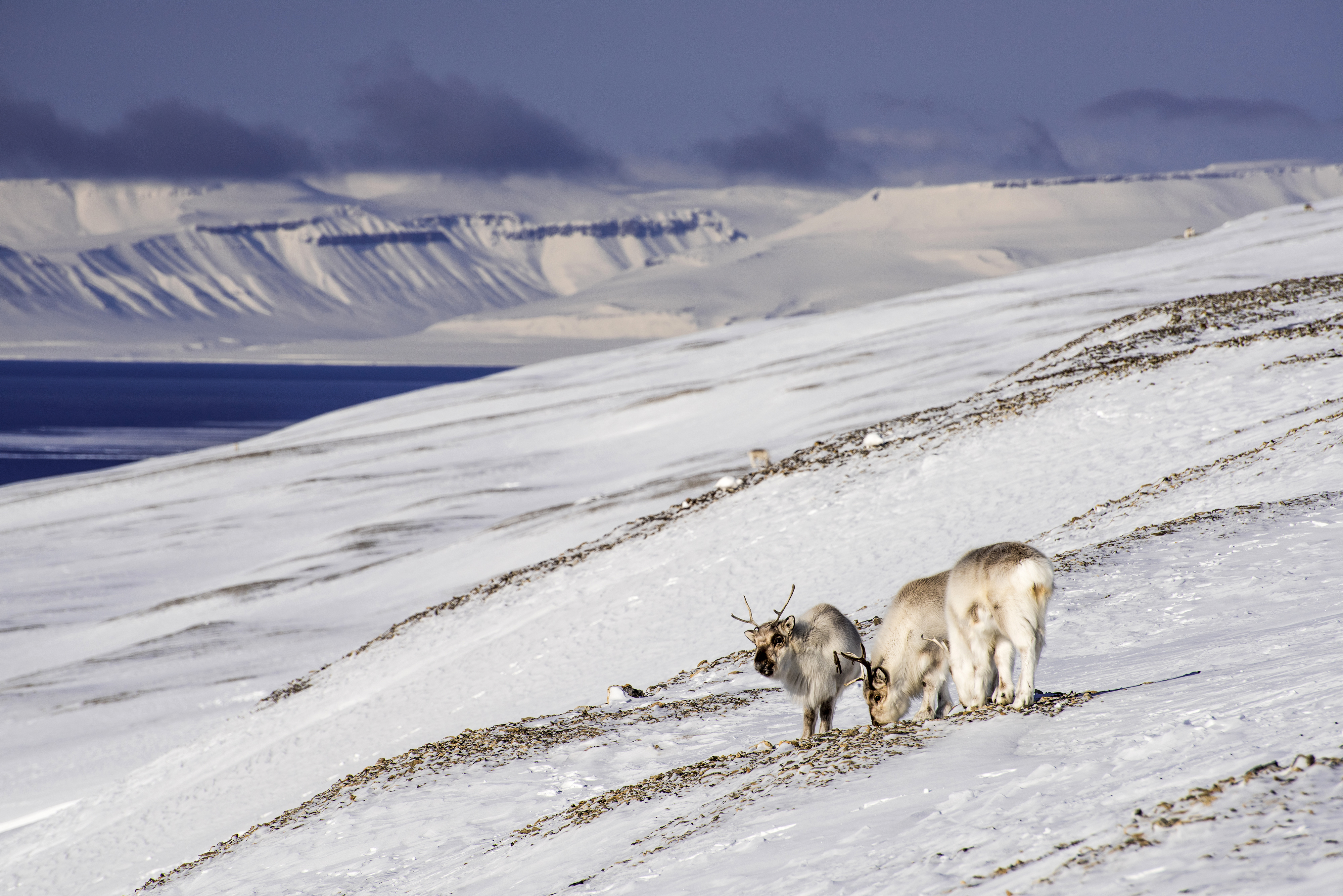
Svalbardsren i Sassendalen.

Sassen-Bünsow Land nationalpark är en norsk nationalpark på centrala Spetsbergen i Svalbard. Den inrättades den 26 september 2003 och har en areal på 1 230 km², varav 1 157 km² land och 73 km² vatten.

## Geografi, landskap och geologi
Nationalparken består huvudsakligen av tre områden: Sassendalen, Tempelfjorden och Bünsow Land med Gipsdalen samt intilliggande istäckta fjäll- och glaciärområden i öster. Gipsdalen och bergen vid Tempelfjorden har geologiska förekomster av gips. I väst utgör östra delen av Bilefjorden västlig begränsning, härifrån kan man se över fjorden till den övergivna ryska orten Pyramiden. Parken sträcker sig upp till vattendelaren i öst, men går inte ända ned till östkusten och Barents hav.
Det finns stora arealer med fina kvartärgeologiska inslag, bland annat marina avsättningar. Nordsidan av Sassendalen har en rad kanjoner. Ytterst i Eskerdalen, vid Sassendalens mynning finns en av Svalbards högsta forsar.
Det finns inslag av yngre tiders sediment och bergarter i området. Bergsformationen Templet är ett välkänt och lätt synligt säreget landskapselement. Bergen i området har mäktiga raskäglor. Isglaciärer, från söder till norr, är Fimbulisen, Von Postbreen och Filchnerfonna, alla tre öster om Tempelfjorden.

## Flora och fauna
Sassendalen har kalkunderlag och mycket rikare vegetation än t.ex. Reindalen. Även Bünsow Land har bördigare vegetation än många andra områden på Svalbard. Båda områdena har en del unik flora och några arter som har sin enda växtplats i hela Europa här.
Nationalparksområdet är viktigt för gäss och har våtmarker med viktiga häckningsplatser för vadarfåglar. Det finns flera häckningskolonier för havsfåglar, huvudsakligen stormfågel, i området. Tempelfjorden är betydelsefull för vikare.

## Kulturminnen
Fångstmannen Hilmar Nøis byggde fångststationen Fredheim på norrsidan av Sassendalen. Det finns även en rysk husgrund och olika kulturminnen från 1900-talet.
På Billefjordens östkust ligger den övergivna Brucebyn.